# Under the Red Sky
Under the Red Sky is het 27e studioalbum van Bob Dylan, uitgebracht op 10 september 1990 op Columbia Records . Het is ondanks een keur van beroemdheden als begeleiders volgens de meeste critici een teleurstellend album. Het album is opgedragen aan Dylans toen vierjarige dochter Gaby Goo Goo (Desire Gabrielle) en bevat een aantal op kinderliedjes geïnspireerde nummers. Het album werd zo bedroevend slecht verkocht dat Dylan 7 jaar lang geen album met nieuwe nummers meer zou maken.

## Productie
Dylan vroeg Don Was en diens schoolvriend David Was voor de productie. Als eerste werd op 6 januari 1990 "God Knows" opgenomen, een outtake van het album Oh Mercy'. Don Was nodigde de broers Jimmy en Stevie Ray Vaughan uit als gitarist, David Lindley op slidegitaar, Kenny Aronoff op drums en Jamie Muhoberac op hammondorgel. Zelf speelde Don Was basgitaar. Daarna werd er voor elk nummer een nieuwe band samengesteld, met de broers Vaughan als terugkerende gitaristen. Voor het titelnummer, opgenomen in april werden George Harrison, Waddy Wachtel en Al Kooper gevraagd. Op "Wiggle Wiggle" speelde Slash van Guns N' Roses mee, op "Born in Time" en "2x2" is David Crosby in de achtergrondzang te horen, en in dit laatste nummer speelt Elton John piano. Pianist Bruce Hornsby is horen in "Born in Time" en "T.V. Talkin' Song". 

## Tracklist
Alle muziek en teksten zijn geschreven door Bob Dylan. 
| 1.                 | Wiggle Wiggle     | 2:09 |
| 2.                 | Under the Red Sky | 4:09 |
| 3.                 | Unbelievable      | 4:06 |
| 4.                 | Born in Time      | 3:39 |
| 5.                 | T.V. Talkin' Song | 3:02 |
| Totale duur: 17:05 |                   |      |

| 1.                 | 10,000 Men        | 4:21 |
| 2.                 | 2 × 2             | 3:36 |
| 3.                 | God Knows         | 3:02 |
| 4.                 | Handy Dandy       | 4:03 |
| 5.                 | Cat's in the Well | 3:21 |
| Totale duur: 18:23 |                   |      |

## Hitnoteringen
Het album bereikte nummer 38 op de Billboard 200, nummer 13 op de UK Albums Chart en nummer 38 in Nederland.
- MusicBrainz release group: 8d231aa3-4a4e-306a-a3f9-4421e846bb1a